# شیردار
شیردار یا شیرپلت (نام علمی: Acer cappadocicum) نام یک گونه از سرده افرا و از درختان بومی ایران است.